# Comité de coopération des industries de la machine-outil
Die Comité de coopération des industries de la machine-outil (CECIMO; deutsch Kooperationsausschuss der Werkzeugmaschinenindustrie) ist die Vereinigung der europäischen Werkzeugmaschinenhersteller.
Ihre Mitglieder sind 15 nationale Verbände Europas, die in ihren Ländern die Interessen der Werkzeugmaschinenhersteller vertreten. Die Organisation mit Sitz in Brüssel wurde 1950 gegründet.
Die insgesamt etwa 1.400 Unternehmen als Mitglieder stehen für 155.000 Mitarbeiter und einen Umsatz von 24,6 Mrd. Euro. Etwa 80 % der Unternehmen gehören dem Mittelstand an.

## Mitglieder
- Belgien: AGORIA
- Dänemark: Foreningen af Vaerktoejs- og Vaerktoejsmaskinfabrikanter (FDVV)
- Finnland: Federation of Finnish Technology Industries
- Frankreich: Syndicat des Entreprises de Technologies de Production (SYMOP)
- Deutschland: Verein Deutscher Werkzeugmaschinenfabriken (VDW)
- Italien: Associazione dei costruttori Italiani di macchine utensili, robot e automazione (UCIMU-SISTEMI PER PRODURRE)
- Niederlande: Federatie Productie Technologie, Sectie VIMAG (VIMAG)
- Österreich: Fachverband Maschinen & Metallwaren Industrie (FMMI)
- Portugal: Associacâo dos Industriais Metalúrgicos, Metalomecãnicos e Afins de Portugal (AIMMAP)
- Schweden: Föreningen Svenska Verktygs- och Verktygsmaskintillverkare (FVM)
- Schweiz: Swissmem
- Spanien: Asociación Española de Fabricantes de Maquinas-Herramienta (AFM)
- Tschechien: Svazu Strojírenské Technologie (SST)
- Türkei: Makina Imalatcilari Birligi (MIB)
- Vereinigtes Königreich: The Manufacturing Technologies Association (MTA)